# Stadtkirche Neuhaus am Rennweg

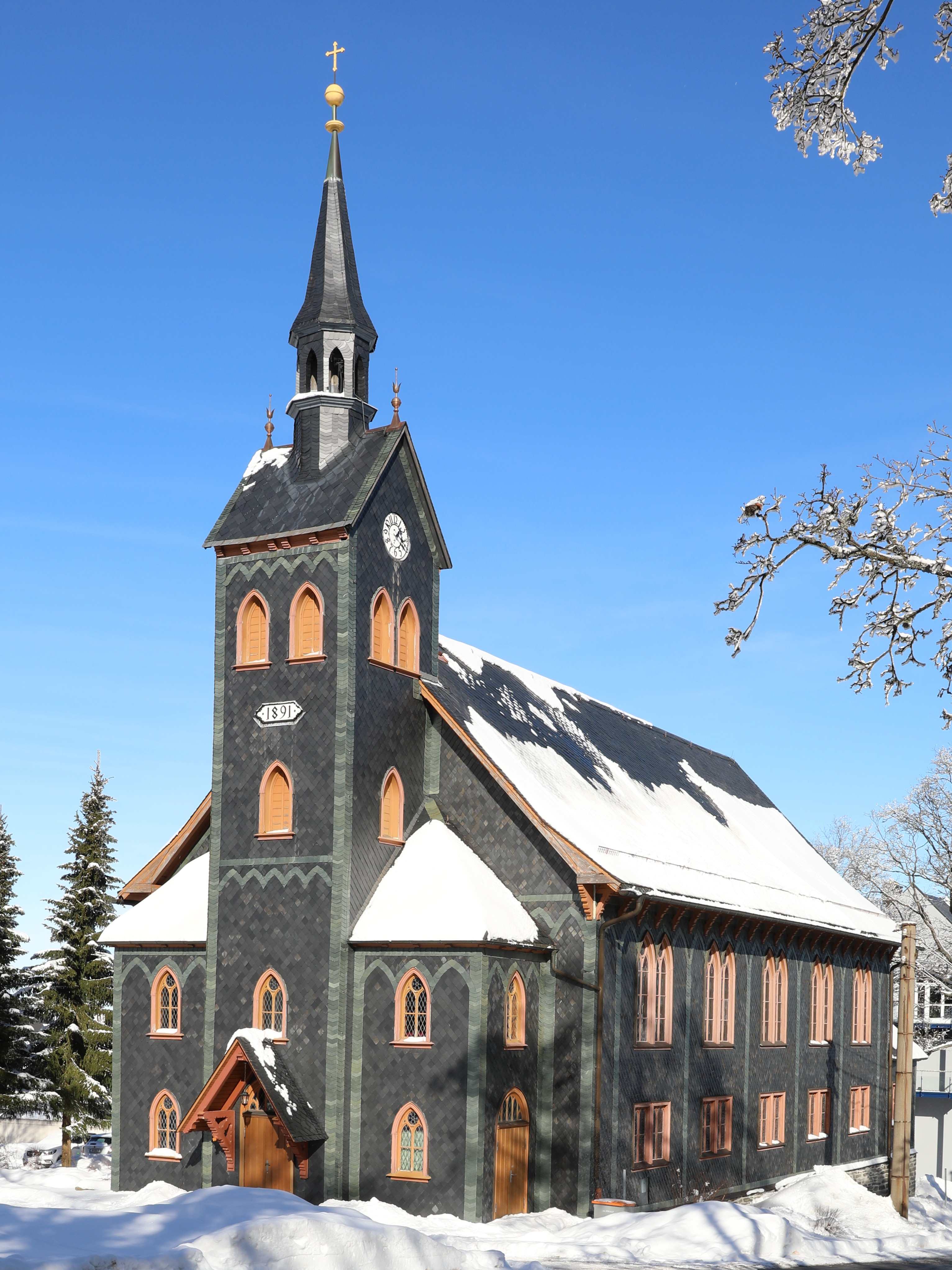
Stadtkirche Neuhaus am Rennweg

Die Stadtkirche Neuhaus am Rennweg ist die evangelisch-lutherische Kirche der Stadt Neuhaus am Rennweg im Landkreis Sonneberg in Thüringen. Die neugotisch gestaltete Holzkirche wurde am 28. August 1892 eingeweiht.

## Geschichte

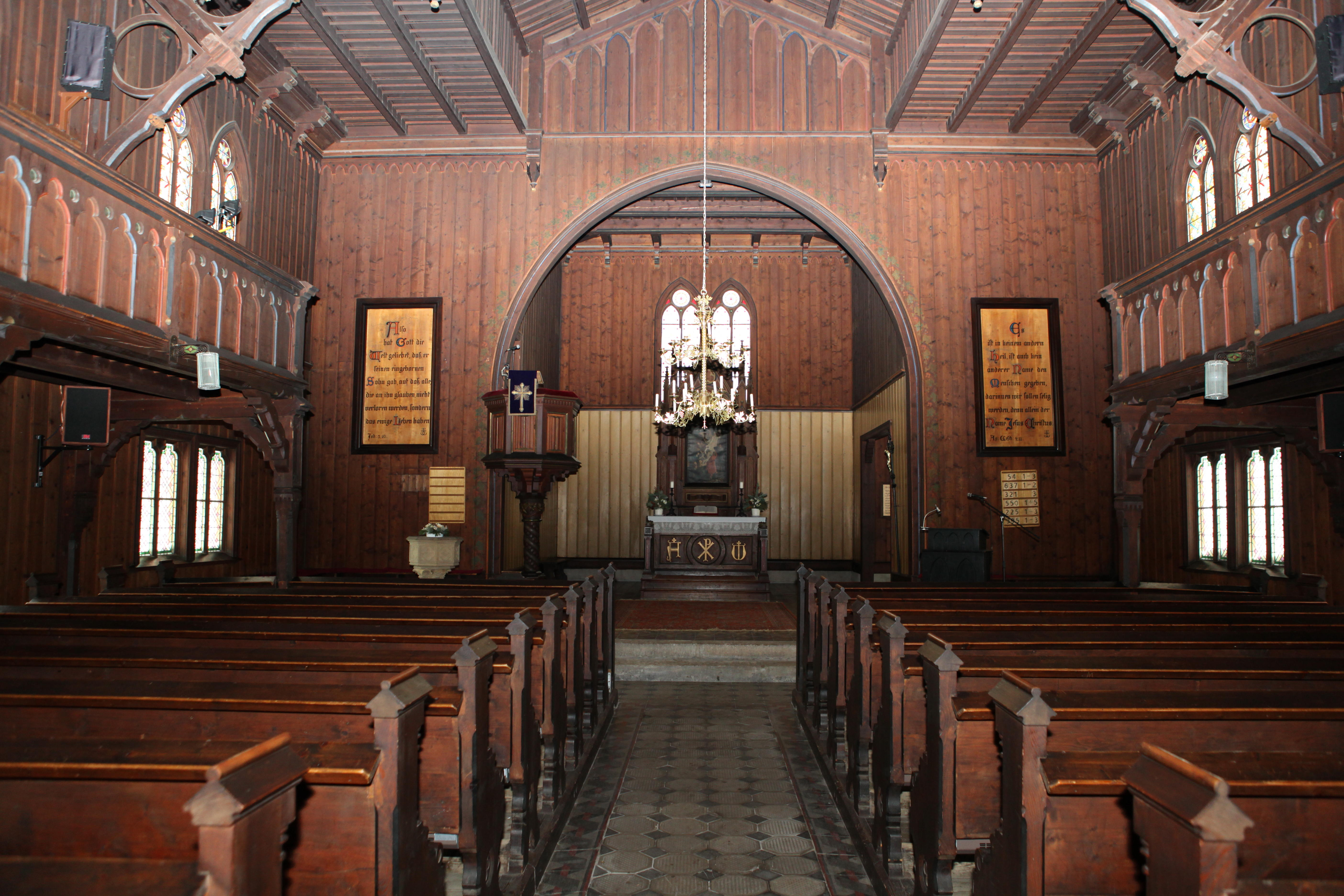
Blick zum Chor

Kirchlich gehörten Neuhaus und der ältere Stadtteil Schmalenbuche ursprünglich zur Pfarrei Oberweißbach. 1668 bis 1673 ließ Graf Albert Anton von Schwarzburg-Rudolstadt in der Nähe des heutigen Marktplatzes ein Jagdhaus errichten. Dabei wurde auch in Verlängerung des linken Seitenflügels eine kleine Barockkirche aus Holz errichtet, die am 20. September 1673 eingeweiht wurde. Auf gräfliche Anordnung entstand 1683 die selbstständige Pfarrei Neuhaus, zu der auch Schmalenbuche und Lichte gehörten. Bis 1765 war die Pfarrei von 89 auf etwa 400 Gemeindemitglieder gewachsen. Eine Erweiterung der Kirche mit neuer Orgel und Glocke folgte. Trotz ständiger Reparaturarbeiten verschlechterte sich im 19. Jahrhundert der Bauzustand der Kirche – nur das Dach war verschiefert – stetig und führte 1889 zur Umsetzung eines Neubaus. Die Planung der neugotischen Holzkirche oblag dem Rudolstädter Baurat und Architekten Rudolph Brecht. Das Gotteshaus entstand 1891/92 unterhalb der alten Kirche und wurde am 28. August 1892 eingeweiht. 1894 wurde die alte Kirche abgerissen. Der Einbau einer Kohleheizung erfolgte 1934. Größere Instandsetzungsmaßnahmen wurden 1982, 1994 und 2006 durchgeführt.

## Architektur
Die nach Nordosten ausgerichtete Holzkirche steht auf einem Natursteinsockel an einem Hang unterhalb des Marktplatzes. Die neugotische Saalkirche ist schieferverkleidet und hat einen eingezogenen, gerade geschlossenen Chor mit seitlichen Anbauten, die zum einen die Sakristei beherbergen und zum anderen in der ehemaligen Taufkapelle Gedenkplatten beider Weltkriege. Der gegenüberstehende Kirchturm mit dem Haupteingang trägt die Jahresbezeichnung 1891. Er hat ein Satteldach auf dem ein oktogonaler Dachreiter sitzt und wird von seitlichen Anbauten flankiert. Die zweifarbige Verschieferung und zweigeschossige Zwillingsfenster, oben mit Spitzbögen gestaltet, gliedern die Fassade.
Der Kirchenraum mit seinen rund 350 Sitzplätzen ist vollständig holzverkleidet und hat eine dreiseitig umlaufende Empore. Ein sichtbares doppeltes Hängewerk trägt den Dachstuhl. Die geometrisch-ornamentale Glasmalerei der Fenster fertigte die Glasmalereianstalt Ferdinand Müller. Das Altarbild ist ein Öldruck der Kreuzabnahme von Peter Paul Rubens.
Ornamente von Weintrauben, Blätter und Reben beziehen sich auf das Thema des Gotteshauses, das von dem 15. Kapitel des Johannesevangeliums abgeleitet ist: „…Ich bin der Weinstock, ihr seid die Reben. Wer in mir bleibt und ich in ihm, der bringt viel Frucht; denn ohne mich könnt ihr nichts tun…“.

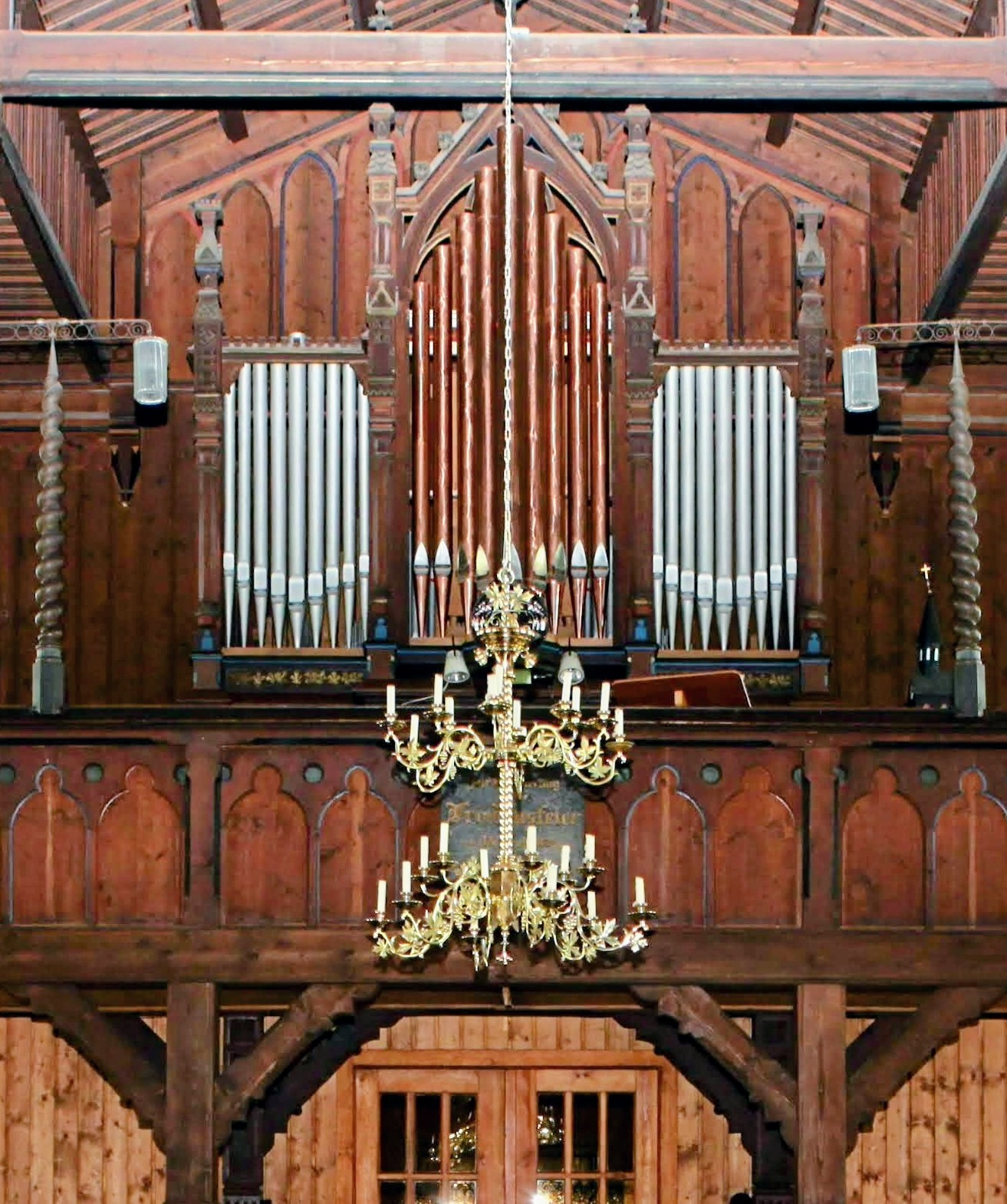
Orgel

## Orgel
Die erste Orgel fertigte der Rudolstädter Orgelbaumeister Carl Loesche im Jahr 1892. Sie wurde 1974 durch eine neue Orgel der Gothaer Orgelbaufirma Rudolf Böhm im bauzeitlichen Prospekt ersetzt, die 13 Register mit drei Spielhilfen auf zwei Manualen und Pedal hat. Die Einweihung war am 1. Advent 1974.

## Glocken
Das Glockenhaus steht neben der Kirche. Es entstand 1924, da der Kirchturm für die drei nach dem Ersten Weltkrieg neu angeschafften Eisenhartgussglocken der Glockengießerei Ulrich und Weule nicht ausreichend standsicher war. Daneben gibt es noch im Dachreiter eine kleine Eisenhartgussglocke von 1919.

## Nachweise
1. ↑  Orgel Databank:  Stadtkirche Neuhaus am Rennweg mit Disposition (Orgel)|Disposition und Abbildung

Koordinaten: 50° 30′ 34,9″ N, 11° 8′ 23,5″ O